# Relaciones Albania-México
Las naciones de Albania y México establecieron relaciones diplomáticas en 1974. Ambas naciones son miembros de las Naciones Unidas.

## Historia
Albania y México establecieron relaciones diplomáticas el 15 de octubre de 1974. Ese mismo año, México abrió una embajada residente en Tirana, la cual permaneció hasta 1979. Los vínculos se han desarrollado principalmente en el marco de foros multilaterales. 
En febrero de 2009, la subsecretaria de Relaciones Exteriores, Lourdes Aranda, recibió a su homóloga, Edith Harxhi, con el propósito de revisar el estado de la relación bilateral entre ambas naciones. En noviembre de 2010, el gobierno de Albania envió una delegación de nueve miembros para asistir a la Conferencia de las Naciones Unidas sobre el Cambio Climático de 2010 en Cancún, México.  En 2011, el vice primer ministro y ministro de Relaciones Exteriores de Albania, Edmond Haxhinasto, visitó México y se reunió con la canciller Patricia Espinosa.
En 2024, ambas naciones celebraron 50 años de relaciones diplomáticas.

## Acuerdos bilaterales
Ambas naciones han firmado un Acuerdo sobre el Establecimiento de un Comité de Intercambio Cultural (1989) y un Memorando de Consultas Políticas entre los Ministerios de Relaciones Exteriores de ambas naciones (2011).

## Comercio
En 2023, el comercio entre Albania y México ascendió a $10.2 millones de dólares. Las principales exportaciones de Albania a México incluyen: motores y generadores, máquinas herramienta para trabajar piedra, partes y accesorios para vehículos automotores, prendas de vestir, calzado, alcohol, plástico, ferroaleaciones, y artículos de cuero. Las principales exportaciones de México a Albania incluyen: tubos y tuberías de hierro o acero, cerveza, chocolate, maquinaria, antibióticos, e instrumentos y aparatos utilizados en ciencias médicas.

## Misiones diplomáticas
- Albania está acreditado ante México a través de su embajada en Washington D. C., Estados Unidos.[7]
- México está acreditado ante Albania a través de su embajada en Roma, Italia.[8]